# London Central Mosque

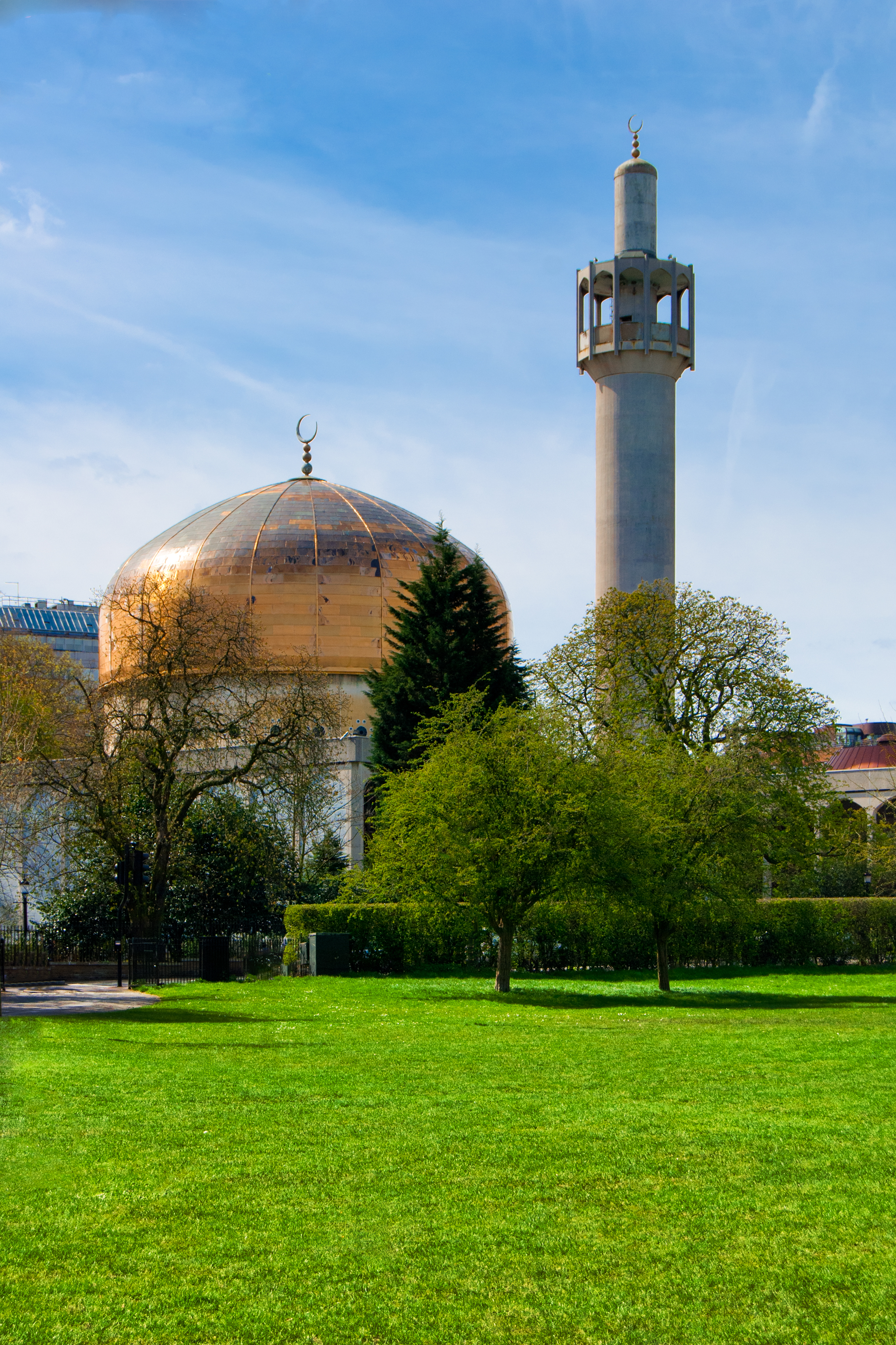
Zentralmoschee London

Die London Central Mosque ist eine Moschee in der City of Westminster am Westrand von Regent’s Park im Nordwesten von Londons Zentrum. Sie ist die größte Moschee in London.
In der Haupthalle können 5.000 Gläubige Platz finden, zusammen mit den Frauen auf der Galerie.
Die Moschee ist dem Islamischen Kulturzentrum ICC angeschlossen, das von König Georg VI. im November 1944 offiziell eröffnet wurde. Das Grundstück war ein Geschenk an die Muslime im Vereinigten Königreich, im Gegenzug erhielt das Land von Georg VI. einen Platz in Kairo für die Allerheiligen-Kathedrale. Die Moschee, ein weißes Gebäude mit einer 25 m hohen, goldenen Kuppel, wurde 1977 vollendet und hat ein Minarett.